# Torsøvej Station
Torsøvej Station er en letbanestation og tidligere jernbanestation  i bydelen Risskov i Aarhus. Stationen ligger på Grenaabanen mellem Aarhus og Grenaa, der siden 2019 er en del af Aarhus Letbane.

## Historie
Banen blev lukket for ombygning til letbane 27. august 2016. Det var forventet, at den ville genåbne som en del af Aarhus Letbane i begyndelsen af 2018, men på grund af manglende sikkerhedsgodkendelse blev genåbningen udskudt på ubestemt tid. Godkendelsen forelå 25. april 2019, og genåbningen fandt sted 30. april 2019.

## Planer for området
Området på begge sider af letbanen er i dag præget af erhversgrunde. I de kommende år skal der etableres en helt ny bydel med boligbebyggelse og rekreative områder. Langs med letbanen er der planer om at etablere en 'high line', som også skal forbindes til eller erstatte den eksisterende fodgængerbro ved stationen.